# James Chance
Pour les articles homonymes, voir James White, White et Chance (homonymie).
James Chance (né le 20 avril 1953 à Milwaukee (Wisconsin) et mort le 18 juin 2024 à New York), connu également sous le nom de James White, est un musicien saxophoniste américain considéré comme une des figures clés du mouvement no wave.
Il a joué avec, ou fondé, des groupes tels que Teenage Jesus and the Jerks, James Chance and the Contortions, James White and the Blacks, The Flaming Demonics, James Chance & the Sardonic Symphonics, James Chance and Terminal City, et enfin James Chance and « Les » Contortions (aussi appelés ses « French Contortions »).
Sa musique peut être décrite comme un mélange entre free jazz, punk et funk.

## Biographie
Né le 20 avril 1953 sous le nom de James Siegfried à Milwaukee, sa carrière de musicien ne décolle réellement qu'en 1976 quand il rejoint New York. Il s'installe dans les quartiers du Lower East Side, alors le point névralgique de l'underground new-yorkais et qui sera le quartier de la no wave. Il fonde avec Lydia Lunch le groupe Teenage Jesus and the Jerks, qu'il quittera pour des raisons de désaccord artistique en 1977-1978.
James Chance fonde alors The Contortions. Remarqué par Brian Eno, il participe, avec les Contortions, à la compilation fondatrice du mouvement no wave : No New York qui sort en 1978. L'année suivante il enregistre un album : Buy avec The Contortions. Ce disque sort alors sur le label New Yorkais ZE. En 1979, Chance sort également avec The Pill Factory un maxi single EP, Theme From Grutzi Elvis, bande originale d'un film de Diego Cortez : Gruty Elvis.
Toujours en 1979, James Chance change de nom, devient James White and the Blacks et sort l'album Off White, toujours sur le label ZE. Sur l'album Off White, on retrouve Lydia Lunch sous le nom de Stella Rico, mais également Pat Place (slide guitare), Jody Harris (guitare), George Scott (basse), Don Christensen (batterie).

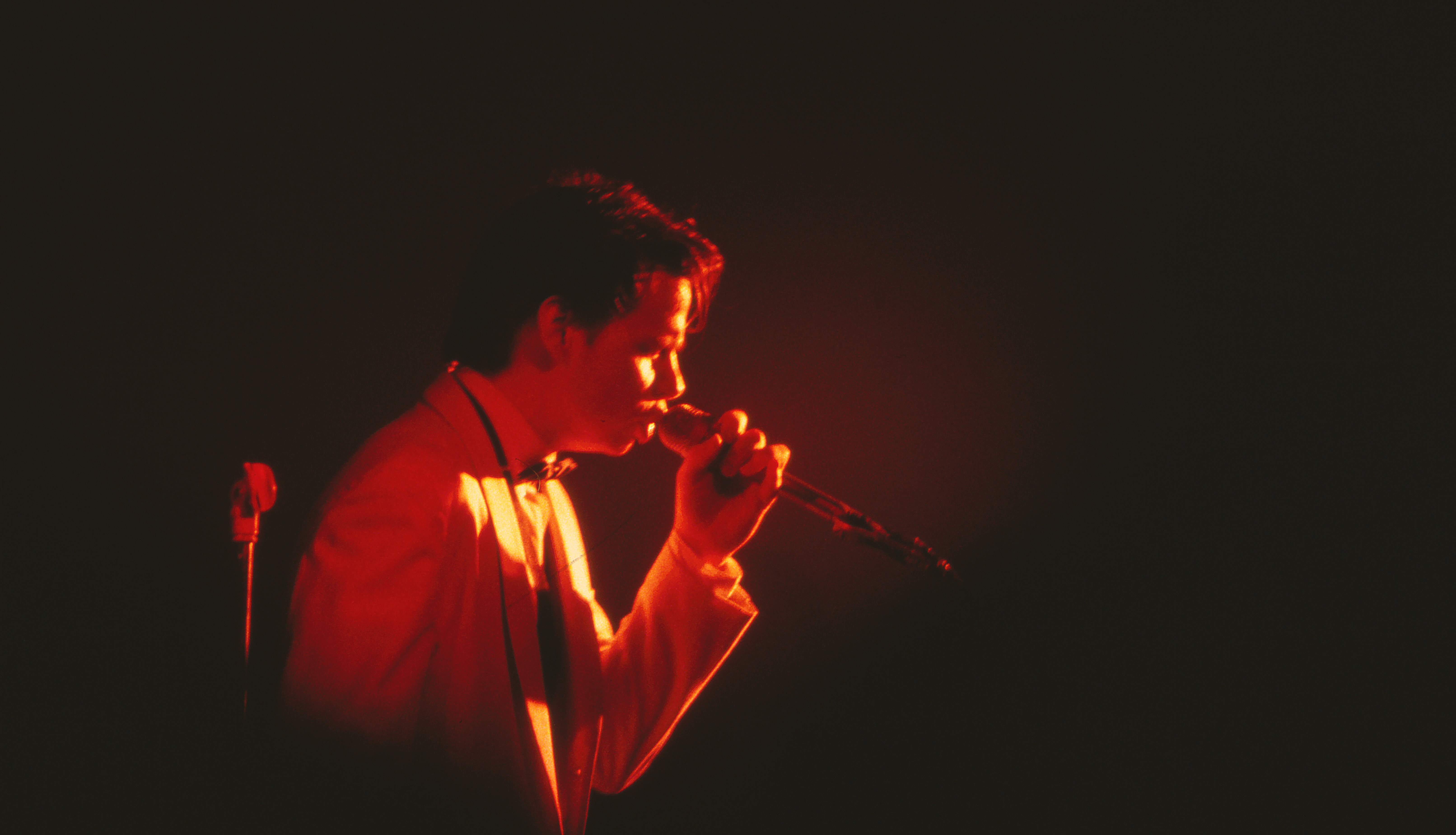
James White au SO36 à Berlin en 1981.

En 1981, James Chance est confronté à la mort d’Anya Philips, qui était à la fois sa petite amie et son manager. James Chance lui dédie l'album de James White and the Blacks : Sax Maniac sorti en 1982 sur le label Animal. Cette même année, l'album Live in New York de James Chance and the Contorsions, sorti en cassette, est la première publication du label ROIR.
En 1983, le mouvement no wave commence à s'essouffler, il sort sous le nom de James White un album plus calme Flaming Demonics sur le label ZE.
En 1986 est sorti le très confidentiel Melt Yourself Down, limité à une édition japonaise.
James White est parfois considéré comme la face la plus funk et James Chance comme la face la plus no wave de la même personne ; les deux premiers albums en sont l'exemple. Ces deux formations sont souvent considérées comme les plus influentes et les plus importantes du mouvement no wave. Contrairement à d'autres musiciens du mouvement, James Chance a un très bon niveau musical et demande beaucoup aux musiciens qui l'accompagnent. Cette exigence et ses prestations scéniques lui ont forgé une réputation de teigneux, il n'était pas rare de le voir se battre avec son public à la fin de ses concerts.
Depuis le début des années 2000, James Chance a fait quelques réapparitions, notamment scéniques avec la reformation des Contortions en 2001. Il se produit en concert avec un backing band constitué de musiciens français.
On trouve de très nombreux disques et même DVD live dont la qualité des enregistrements n'est pas toujours irréprochable. Le Live aux Bains-Douches enregistré à Paris en 1980, est d'une qualité tout à fait honorable. James White apparaît également, sur scène, dans Downtown 81, film américain de Edo Bertoglio, sorti en 1981: un jour dans la vie de l'artiste Jean-Michel Basquiat (1960–1988), mais aussi témoignage de l'émergence des courants no wave et underground new-yorkais.
Le label ZE qui est à l'origine des premiers disques de James Chance a réédité en 2004 les albums Buy, Off White, Live aux Bains Douches et Flaming Demonics. Le label Tiger Style Records est à l'origine d'un coffret quasi intégral et d'une compilation de titres choisis par James Chance lui-même.
Prévu initialement pour sortir chez Le Son du Maquis qui avait sorti le bel hommage aux films noirs The Fix Is In en 2010, Incorrigible! un véritable nouvel album studio de 9 titres enregistrés fin 2011 entre la Bretagne et New York sous la production artistique de Frank Darcel est finalement annoncé pour le printemps 2012. James Chance y est magnifiquement accompagné par ses « French » Contortions, sans oublier les participations de choix de Robert Aaron, le regretté A.J. Mantas, Ivan Julian, ex guitariste des Voidoids de Richard Hell, Norman Westberg des Swans et Mac Gollehon, collaborateur aussi de David Bowie et Gil Scott Heron dont la reprise sur Incorrigible! de Home Is Where the Hatred Is participe à la qualité de cet album. En raison d'une promotion un peu anticipée, quelques chroniques élogieuses sont déjà sur internet, certaines révèlent un aperçu en noir et blanc de la pochette qui fut utilisée pour les premiers envois promotionnels, l'artwork officiel contenant une photographie couleur, aussi signée Richard Dumas.
James Chance meurt à New York le 18 juin 2024 à l'âge de 71 ans.

## Discographie

### Albums
- Buy (1979) (James Chance & The Contortions)
- Theme from Grutzi Elvis (1979)
- Off White (1979) (James White & The Blacks)
- Second Chance (1980)
- Sax Maniac (1982)
- The Flaming Demonics (1983)
- Melt Yourself Down (1986)
- Soul Exorcism (1991)
- Lost Chance (1995)
- White Cannibal (2000)
- Christmas with Satan (2002)
- Irresistible Impulse (2003)
- Sax Education (2004)
- James Chance & Terminal City - Get Down and Dirty! (2005)
- Rabble Watchers (invité) (2006)
- Vampire Driver Watchers (invité) (2006)
- The Fix is In (2010)
- Twist Your Soul - The Definitive Collection (2010)
- James Chance and Les Contortions - Incorrigible! (2012)

### Live
- Live aux Bains Douches (1980)
- Live in New York (1981)
- Chance of A Lifetime: Live in Chicago 2003 (2005)

### Autre
- No New York (1978)
- Downtown 81 (1981)
- Medium Cool (1991)
- Somewhere in the City (1998)
- No Exit (1999) (album de Blondie)
- TV Party (2005)